# Jean Brachmond
Jean Brachmond (* 8. März 1892 in Roder (Clerf); † 15. Juli 1942 im KZ Dachau) war ein luxemburgischer römisch-katholischer Geistlicher und Märtyrer.

## Leben
Jean Brachmond besuchte das Gymnasium in Diekirch. Er studierte im Priesterseminar in der Stadt Luxemburg und wurde 1918 zum Priester geweiht. Die Stationen seines Wirkens waren: Echternach, Diekirch, Differdingen, Lasauvage, Luxemburg-Grund (1926), Pfarrer in Knaphoscheid (Wiltz) (1929) und schließlich Pfarrer in Moersdorf (1935).
Am 25. November 1940 wurde er wegen seines patriotischen Widerstandes von der Gestapo verhaftet und kam über das Gefängnis Trier und das KZ Sachsenhausen in das KZ Dachau. Dort starb er am 15. Juli 1942 im Alter von 50 Jahren.

## Gedenken
In Moersdorf ist seit 2007 eine Straße nach ihm benannt. An der Kirche von Mompach ist eine Erinnerungstafel angebracht.